# Wladimir Porché
Pour les articles homonymes, voir Porché.
Wladimir Porché, né le 9 juin 1910 à Riazan (Empire russe) et mort le 24 juin 1984, est un dirigeant de télévision française.

## Biographie
Wladimir Porché est né à Riazan (Empire russe) le 9 juin 1910.
Son père, François Porché, est alors un poète et un dramaturge reconnu pendant l’avant-guerre.
En 1935, grâce à l’appui de Georges Mandel, ministre des PTT, il entre à la radio d’État où il est responsable des émissions parlées. Il organise ainsi les premiers programmes de variétés de la télévision, de 1935 à 1936, dans les studios de la rue de Grenelle.
Il est ensuite nommé directeur des programmes de la Radiodiffusion française le 4 janvier 1937, poste qu'il occupera jusqu'en 1939. Il nomme George Delamare comme responsable des programmes.
En 1940, il est mobilisé comme sapeur télégraphiste pendant la guerre.
En 1945, son recueil de nouvelles inspirées par le souvenir de son enfance en pays catalan, Amours au Vallespir est publié. Porché obtient un énorme succès qui lui a valu une réédition. Il dit de cette époque que cela « aurait dû m’inciter à reprendre la plume. Ma besace contenait quelques sujets. Mais la générosité d’André Worms et d’Henri de France, qui n’avaient pas cessé de me rémunérer pendant les mois où la lente agonie de mon père me tenait à l’écart de la Radio-Industrie me faisait un devoir de me consacrer avant tout, à cette entreprise… »
Le 15 mars 1946, Gaston Defferre, ministre de l’Information, le nomme directeur général de la Radiodiffusion française. Il n’a alors que 36 ans.
Ses premiers objectifs étaient la création d’un troisième programme, sans supplément de crédit, et l’implantation d’un réseau d’émetteurs pour la province.
Le 18 juin 1946, il inaugure un émetteur d'ondes moyennes de 10 kW relayant la « Chaîne Parisienne » pour la Loire-Inférieure et la Vendée sur la longueur d'onde de 219 m, à Montbert.
Et au cours de la Conférence générale de l’UNESCO réunie à Mexico en 1947, Porché émet l’idée d’une université mondiale des ondes.
Dans le même temps, ce dernier confie la lourde charge du développement de la télévision à Jean d’Arcy. Les deux hommes se sont rencontrés il y a quelque temps, dans le cabinet de François Mitterrand.
Le 20 novembre 1948, Wladimir Porché et François Mitterrand, alors ministre d’État à l’Information, fixent le standard français à 819 lignes, standard dont Henri de France est à l’origine. Le 9 février 1949, il devient directeur général de la Radiodiffusion-télévision française, poste qu’il occupera jusqu’au 1er janvier 1957.
Porché fait naître l’Université radiophonique internationale (URI) à Nice en 1949, qui plus tard, deviendra l’URTI.
Il nomme le 1er janvier 1950, Jean Luc,  directeur des programmes de la Radiodiffusion-télévision française.
Le 13 septembre 1951, il assiste avec Robert Buron, le ministre de l’Information, à une démonstration de la télévision couleur, organisée par les représentants de CBS au restaurant des Ambassadeurs à Paris.
Le 29 novembre 1953, à Paris, il nomme Jean d’Arcy, directeur des programmes de la télévision, qui saura donner un nouveau souffle à la télévision.
Le 8 septembre 1955, Wladimir Porché prend la parole aux Rencontres Internationales de Genève. Il dit : « Que grâce à la radio-télévision, Genève ne soit plus séparée de Melbourne, cela ne signifie-t-il pas qu’à chaque instant, chaque habitant de Melbourne peut immédiatement, s’il le désire, participer à la vie de Genève, ?  »
Le 1er janvier 1957, il quitte la télévision française après 11 ans de service, pour devenir conseiller d'État. C’est le préfet des Basses-Pyrénées, Gabriel Delaunay, qui va le remplacer.

En 1980, il participe à la création du Comité d'histoire de la télévision avec des personnalités de la télévision comme Jean d’Arcy, Henri de France, Pierre Sabbagh, Pierre Tchernia, ou encore des historiens, comme René Rémond, Jean-Noël Jeanneney et Alain Decaux.
Il meurt à l’âge de 74 ans, le 24 juin 1984 en France.
Jacques Parrot a dit : « La radio trouve enfin un patron qui la connaît bien, Wladimir Porché »

## Décorations
- Officier de la Légion d'honneur
- Officier de l'ordre du Mérite postal (1955)[3]

## Romans et recueils
- Amours au Vallespir, Éditions Stock, 1945
- Le Chevalier François, Flammarion, 1970

## Vie privée
Wladimir Porché a eu un fils d’un premier mariage avec Jacqueline Propper. En 1968, il épouse Lise Élina.